# Quelmes
Quelmes (Kelmes, Kelmias o Kelmis en flamenc) és un municipi francès situat al departament del Pas de Calais i a la regió dels Alts de França. L'any 2007 tenia 579 habitants.

## Demografia

### Població
El 2007 la població de fet de Quelmes era de 579 persones. Hi havia 195 famílies de les quals 29 eren unipersonals (21 homes vivint sols i 8 dones vivint soles), 50 parelles sense fills, 95 parelles amb fills i 21 famílies monoparentals amb fills.
La població ha evolucionat segons el següent gràfic:
Habitants censats

### Habitatges
El 2007 hi havia 201 habitatges, 193 eren l'habitatge principal de la família, 2 eren segones residències i 5 estaven desocupats. 197 eren cases i 4 eren apartaments. Dels 193 habitatges principals, 169 estaven ocupats pels seus propietaris, 22 estaven llogats i ocupats pels llogaters i 3 estaven cedits a títol gratuït; 4 tenien una cambra, 5 en tenien dues, 8 en tenien tres, 31 en tenien quatre i 145 en tenien cinc o més. 168 habitatges disposaven pel capbaix d'una plaça de pàrquing. A 64 habitatges hi havia un automòbil i a 111 n'hi havia dos o més.

### Piràmide de població
La piràmide de població per edats i sexe el 2009 era:
| Homes | Edats   | Dones |
| ----- | ------- | ----- |
| 0     | 95 o +  | 0     |
| 0     | 90 a 94 | 0     |
| 0     | 85 a 89 | 4     |
| 0     | 80 a 84 | 8     |
| 8     | 75 a 79 | 8     |
| 4     | 70 a 74 | 4     |
| 8     | 65 a 69 | 8     |
| 0     | 60 a 64 | 8     |
| 8     | 55 a 59 | 8     |
| 20    | 50 a 54 | 8     |
| 16    | 45 a 49 | 12    |
| 24    | 40 a 44 | 8     |
| 4     | 35 a 39 | 28    |
| 32    | 30 a 34 | 28    |
| 16    | 25 a 29 | 12    |
| 0     | 20 a 24 | 4     |
| 24    | 15 a 19 | 8     |
| 20    | 10 a 14 | 32    |
| 20    | 5 a 9   | 12    |
| 16    | 0 a 4   | 16    |

## Economia
El 2007 la població en edat de treballar era de 382 persones, 287 eren actives i 95 eren inactives. De les 287 persones actives 264 estaven ocupades (152 homes i 112 dones) i 24 estaven aturades (8 homes i 16 dones). De les 95 persones inactives 13 estaven jubilades, 39 estaven estudiant i 43 estaven classificades com a «altres inactius».

### Ingressos
El 2009 a Quelmes hi havia 195 unitats fiscals que integraven 581 persones, la mediana anual d'ingressos fiscals per persona era de 16.310 €.

### Activitats econòmiques
Dels 9 establiments que hi havia el 2007, 1 era d'una empresa de fabricació d'altres productes industrials, 2 d'empreses de construcció, 2 d'empreses de comerç i reparació d'automòbils, 1 d'una empresa d'hostatgeria i restauració, 1 d'una empresa financera, 1 d'una empresa immobiliària i 1 d'una empresa de serveis.
Dels 2 establiments de servei als particulars que hi havia el 2009, 1 era una fusteria i 1 lampisteria.
L'any 2000 a Quelmes hi havia 11 explotacions agrícoles que ocupaven un total de 952 hectàrees.

## Equipaments sanitaris i escolars
El 2009 hi havia una escola elemental integrada dins d'un grup escolar amb les comunes properes formant una escola dispersa.

## Poblacions més properes
El següent diagrama mostra les poblacions més properes.
```

```